# Шатван
Шатва́н (арм.Շատվան) — село в Армении в Гехаркуникской области, недалеко от города Варденис.
Расположено в 176 км к востоку от Еревана, в 83 км к юго-востоку от областного центра — города Гавара, в 8 км к юго-востоку от Вардениса, в 11 км от юго-восточного берега озера Севан и 2 км к югу от Сотка.

## История
В селе сохранилась армянское кладбище XV—XVI веков с хачкарами а также руины церкви.
В составе Российской империи село Нариманлы поначалу входило в состав Гёгчайского округа Эриванской провинции Армянской области.
Карабахский военный конфликт, начавшийся в 1988 году, привёл к этническим противостояниям в регионе. Азербайджанское население вынуждено было оставить населённые пункты вокруг города Вардениса.

## Население
По данным «Сборника сведений о Кавказе» за 1880 год в селе Хусейн-Кули-Агалу Новобаязетского уезда по сведениям 1873 года было 65 дворов и проживало 636 человек, в основном азербайджанцев (указаны как «татары»), которые были шиитами. Также в селе были расположены 2 мечети и маслобойня.
По данным Кавказского календаря на 1912 год, в селе Гусейн-Кули-Агалу Новобаязетского уезда проживало 762 человека, в основном азербайджанцев, указанных как «татары».
До 1988 года, то есть до начала конфликта в Карабахе, жителями селения были азербайджанцы, затем в национальном составе села стали преобладать армяне. За последние 28 лет численность населения значительно сократилась. Среди жителей преобладают люди пенсионного возраста, как по всему региону, так как молодёжь покидает родные места в связи с отсутствием рабочих мест и инфраструктуры.
Численность населения — 3460 человек на 1 декабря 1988, 739 человека на 1 января 2009, 718 человек на 1 января 2010, 562 человека на 1 ноября 2011.

## Известные уроженцы
Мусаев Сафъяр Бейлар оглы (17 июня 1935, Нариманлы, Басаргечарский район — 6 января 1999, Баку) — Депутат Национального собрания Азербайджанской Республики первого созыва, доктор исторических наук, профессор.
Байрамов Нуру Юсиф оглы, доктор медицинских наук, профессор Азербайджанского медицинского университета.

## Экономика
В советское время в селе было развито сельское хозяйство, в основном животноводство и выращивание табака. В XXI веке экономическая деятельность населения ограничивается ведением натурального хозяйства. Однако, ограниченная часть население занимается индивидуальным предпринимательством, в основном каменный бизнес, фермерство.

## Достопримечательности
В селе есть  живописная долина, как по всём бассейне озера Севан, в народе называемая Долиной цветов.